# Michelangelo Zois
Michelangelo Zois (cójs), podjetnik in zemljiški gospod italijanskega rodu, * 14. marec 1694, Cacodelli, Berbenno, Italija, †  27. avgust 1777, Ljubljana.

## Izvor družine
Michelangelo Zois, ljubljanski veletrgovec, zemljiški gospod in fužinar, rojen v kraju Cacodelli (Bergamo) posestniku Antonu, umrl 27. avgusta 1777 v Ljubljani in pokopan v ljubljanski stolnici (kapela sv. Križa). V Cacodelliju so imeli Zoisovi zemljiško posest in živeli gorjansko življenje; ko je bil Michelangelo že trgovec v Ljubljani, je posest z nakupi še povečal.  Po družinskem izročilu, ki ga je zapisal sin Žiga, je rod izviral iz Švice, po Michelangelovih navedbah 1760 v pismu cesarici Mariji Tereziji v zvezi z baronatom s Holandskega (Amersfoort, provinca Utrecht), po več kot nezanesljivem pisanju v Švici 1986 umrlega Arthurja Zoisa pa iz Španije ali celo s Krete.

## Življenje in delo
Od Antonovih otrok sta Michelangelo in Frančišek (umrl, 1764) postala trgovca, prvi v Ljubljani, drugi v Benetkah; Filip (u. po 1765) je bil nazadnje prošt v Berbennu; na domu je ostal Janez Krstnik (u. pred 1753), za njim je dedoval sin Bernardin (1719–1793), ki pa ni ostal na domu, marveč se tudi posvetil trgovini, prišel k Michelangelu v Ljubljano in postal njegov družbenik. Antonova hči Katarina poročena Reba je ostala v domačem kraju; njen sin Giacomo (rojen okoli 1750) je bil župnik v Berbennu in konec 18. stoletja edini sorodnik, ki so ga Zoisi še imeli na Bergamaškem.
Michelangelo je bil pred prihodom v Ljubljano nekaj let v Benetkah (morda tudi Trstu) in se usposabljal za trgovca, a zanesljivih podatkov ni. Najbrž je sredi 20-ih let 18. stol. prišel v Ljubljano, se zaposlil v trgovini Petra Antona Codellija pl. Fahnenfelda (tudi ta se je priselil z Bergamaškega), ki je bil tedaj najpomembnejši ljubljanski veletrgovec. Codellijeva trgovina je trgovala na veliko največ z železom in železnino, volno in cenedskim suknom, opravljala pa tudi menjalniške posle. Ko je Codelli leta 1727 umrl, je trgovino podedoval nečak Avguštin Codelli, osnoval trgovsko družbo, v katero sta vstopila kot družbenika Michelangelo in Štefan Gasparini; družba je prevzela posle Codellijeve trgovine. V tej zvezi je ljubljanski magistrat okoli 1727 obema podelil meščanstvo. Prvo hišo je Zois kupil 1728 v Ljubljani na Bregu od klarisinj (v kupni pogodbi označen kot menjalec in trgovec).

### Družinsko življenje
Leta 1730 se je Michelangelo poročil z Marijo Jožefo Pernecker (Werneck), ki je umrla 1745. V tem zakonu so se rodili
- Franc Ksaver Avguštin (1731–1808),
- Marija Frančiška Angelika (1733–?) poročena s častnikom Jožefom Avgustom pl. Pollinijem in
- duhovnik Michelangelo Matija (1734–ok. 1780).

Po smrti prve žene se je M. Zois 1. februarja 1747 poročil z Ivano Katarino Kappus pl. Pichelstein (1727–1798), hčerjo rudarskega nadzornika iz Ljubljane, ki je bila slovenskega rodu; bila je nečakinja ljubljanskega zdravnika Janeza Krizostoma Pollinija ter sestrična pianista in skladatelja Franca Pollinija. V zakonu z Ivano je bilo rojenih vsaj 8 otrok:
- Žiga (1747–1819);
- Jožef Leopold (1748-1817), ustanovitelj kranjske linije Zoisov;
- Marija Antonija Felicita (*1750),
- Filip Anton Ksaver (1751–1808), častnik , živel v Bremnu,
- Karel Filip Evgen (1756–1799), botanik,
- Marija Felicita Johana Nepomucena (1759–1801) poročena pl. Bonazza;
- Janez Krstnik Alojzij (1761–1762); Peter Pavel Ignacij (1762–ok. 1784), ki je študiral pravo v Innsbrucku.

Po mrliški knjigi je 29. junija 1757 umrla Marija Ana v poldrugem letu starosti. Po Michelangelovi smrti se je vdova Ivana Katarina 1782 porila z Johanom Wolfgangom Aichelburgom.

### Posestnik, podjetnik in fužinar
Michelangelo Zois je po pridobitvi meščanstva in ustanovitvi trgovske družbe (ok. leta 1727) v Ljubljani nakupil več hiš. Po bratu Frančišku je prevzel trgovino tudi v Benetkah in jo razširil v nemške dežele, Švico in Malo Azijo, v Ljubljani pa je po odstopu Gasparinija vodil družbo sam. Leta 1768 je ustanovil že tretjo trgovsko družbo, v katero je poleg nečaka Bernarda vključil tudi sina Žigo. Družba je izkoristila naglo naraščnje pomena Trsta in se v njem še močneje uveljavila z nakupom skladišč in ladij.
Kmalu po nakupu rudnih jam in kopišč 1743 v Bohinju je kupil fužine v Stari Fužini, Bohinjski Bistrici, 1752 v Mojstrani in na Plavžu (Jesenice). Leta 1752 je kupil gospostvo Javornik z rudnikom in fužinami na Javorniku (Jesenice) in v dolini Radovne, leto za tem pa še železarno v Mislinji. Po nakupu fužine v Tržiču je nadzoroval skoraj vse pomembne kranjske fužine, še vedno pa je ostal predvsem trgovec, sa je zalagal s kmetijskimi pridelki tudi delavce v fužinah, kar je še povečalo dobičke.
Do 1767 se je M. Zois povzpel med najbogatejše Kranjce. Zaradi izjemne poslovne uspešnosti sta mu bila podeljena 1739 dedno plemstvo (plemeniti Edelstein) in 1760 baronat. Finančni uspeh je bil posledica monopolnega položaja pri prodaji kranjskega in koroškega železa v Italijo. Opravljal je najuglednejše funkcije v trgovskih združenjih, njegove nasvete pa so upoštevali tudi na dunajskem dvoru.